# まんがタイムきらら
『まんがタイムきらら』は、芳文社発行の4コマ誌（4コマ漫画専門雑誌）。原則として毎月9日に発売されている。装丁はB5判の平綴じである。キャッチコピーは「ドキドキ☆ビジュアル4コマ誌」で「D☆V」と略記される。「萌え4コマ」を初めて専門的に取り扱う雑誌として、2002年5月に創刊。
掲載作品のキャラがタカラトミーアーツから「まんがタイムきららコレクション」としてアニメ化されていない『はるみねーしょん』のはるみや『うぃずりず』のリズ、『棺担ぎのクロ』のクロなどを含み商品化された。

## 創刊の経緯
ファミリー向け4コマ誌である『まんがタイム』の読者の平均年齢が毎年上がっていくことから、コミックマーケットに参加するような同人作家らを起用し、下の世代、おもに幼少時代からテレビアニメに慣れ親しんできた世代をターゲットとした雑誌として企画された。その際、『まんがタイム』およびその姉妹誌で執筆している作家の中から、海藍、おおた綾乃、関根亮子、師走冬子、ナントカなど画風がいわゆる「萌え絵」に該当する作家が選抜されたほか、同人作家として知られているが商業誌での活動歴があまりなかった作家、またふじもとせい、太田虎一郎、刻田門大、ナフタレン水嶋、新条るるなど成人向け漫画誌ではすでに活躍中であるが一般誌においては作品の発表の機会がなかった作家など、異分野の作家を集め、まったく新しい4コマ誌として創刊された。
読者層は当初は20歳代・30歳代が占めていたが、次第に10歳代の若年層にも支持を広げていった。2007年時点では読者層の8割以上を男性が占めている。
2019年3月にまんがタイムきらら及びその姉妹誌（MAX・キャラット・フォワード）と週刊漫画TIMESとの合同コミックアプリ兼コミックサイトであるCOMIC FUZが始動した。

## 誌面の内容

### 掲載作品
初期の掲載作品は、看板作品の『トリコロ』こそ一般的な日常系に近い作品であったが『ぽけっとジャーニー』、『影ムチャ姫』、『1年777組』、『ねこきっさ』など異世界や現代以外の時代を描いたもの、『スーパーメイドちるみさん』、『かるき戦線』、『LOVE ME DO』、『てんしの末裔』など普通の人間世界であるが特殊な設定の人物が登場するもの、秋葉原という特殊な土地を舞台とした『てんちょおのワタナベさん』など、それまでの4コマ誌ではあまり見られなかった傾向のものが多く見られ、作風も学園ものであったり、テレビアニメやSF・ファンタジーものの世界観と通じるものも多い。この点が、会社が舞台であったり、生活に密着した作品やナンセンスものが中心であった従来の4コマ漫画誌とは異なる。
一方、年代ごとの流行のジャンルや絵柄に対応して、掲載作品の傾向を変化させていくことも、ほかの4コマ漫画誌よりも顕著に目立った部分となっている。2023年現在は、「女子高校生など女の子同士の学生生活を描く日常コメディ」が掲載作の主流となっている。

#### 起用される作家の傾向
創刊当初はファミリー向け4コマ誌で連載経験のある作家の作品もある程度掲載されていたものの、雑誌が軌道に乗ってからは、これらの作家の作品は連載終了または移籍によって数を減らしていった。そしてその代わりに『きらら』生え抜きの作家や新人作家を中心に、まれに他ジャンルで活動していた作家なども起用している。
2000年代中ごろからは、同社の『タイム』系でも起用される作家が現れるようになったほか、他社が萌え系4コマ誌を創刊あるいはリニューアルする際に『きらら』系出身作家を招くという例が出てきている。前者の例としては荒井チェリー、湖西晶、藤凪かおる、岬下部せすななど、後者の例は玉岡かがり、ぷらぱ、むらたたいちなどがいる。

### きらスタ
前途有望な新人の作品を短期集中で掲載するもの。きららスタジアムの意味。2006年2月開始。
『まんがタイム』関連誌では、伝統的に新人の作品をゲスト扱いで数回掲載しながら様子を見るが、きらスタでは同一作品を『きらら』・『きららキャラット』・『きららMAX』の3誌で同時に掲載する。人気があれば、その作品をそのままいずれかの雑誌で連載に切り替え、続投となる。新人の読者人気を短期で判断できるメリットがあり、読者層がほぼ同じ雑誌を複数抱える『きらら』ならではの手法と言える。
里好（『うぃずりず』）・コバヤシテツヤ（『二丁目路地裏探偵奇譚』）以降の挑戦者は連載に至っておらず、企画自体も停止状態にあり、ふたたび従来通りのゲスト掲載の方法を取っている。

### MyPrivate D★V
巻末に連載されているエッセイ。本誌で唯一、漫画以外の企画連載コーナーである。2007年8月号から開始。
毎号リレー形式で、『きらら』系の雑誌で執筆している作家に、「自分にとってのドキドキ★ビジュアルなシチュエーション」についてイラストと文章で語ってもらうというもの。執筆作家は基本的にバトン形式（その号の担当が次号の担当作家を指名している）で選ばれている。
「ドキドキ★ビジュアル」とは『きらら』系の雑誌のキャッチコピーに多用される造語だが、この言葉の意味やニュアンスをあえて説明しないことが創刊当時から徹底されているため、捉え方が作家によってさまざまなものとなっている。そのためか、第1回を担当したざらが（編集者の勧められるままに）自らの性的嗜好を描いてしまうなど、好みのキャラクター造詣やシチュエーションなどといった範囲を超えて、性的なフェティシズムに触れる内容を語る作家もおり、石見翔子、風華チルヲなどからは性癖暴露コーナーと称されたことがある。
掲載作の一部は、その作家の単行本の巻末（かきふらい『けいおん!』第2巻など）や、書店の単行本購入特典小冊子（異識『あっちこっち』第4巻・とらのあな購入特典小冊子など）にも掲載されることがある。また、『きらら』100号記念別冊付録「まんがタイムきららいちまるまる」においては、過去作品から10数作品が再掲されたほか、牛木義隆、霜月絹鯊、吉富昭仁らの作品が描き下ろしで掲載された。

## 関連書籍・コンテンツ

### 姉妹誌
本誌の姉妹誌として、『まんがタイムきららキャラット』、『まんがタイムきららMAX』、『まんがタイムきららフォワード』、『まんがタイムきららミラク』（2017年10月休刊）が刊行されている。2019年11月現在、定期刊行されているまんがタイムきらら系雑誌は3誌になっている。また、2012年6月には『まんがタイムきらら☆マギカ』（『キャラット』増刊扱い）を創刊、2017年2月までは定期刊行が行われていた。

### まんがタイムKRコミックス
KRレーベルの種類・刊行形態・発売日など。
まんがタイムKRコミックスでは、奥付に「KIRARA MENU」として通し番号がつけられており、『トリコロ』第1巻が1番となっている。また、この通し番号には、限定生産だった『トリコロプレミアム』や、本誌では連載されていない『風華のいる風景』（大井昌和）なども含まれている。
まんがタイムKRコミックス
（A5判）/毎月27日ごろ刊
芳文社では、4コマ誌に連載された作品の単行本を「まんがタイムコミックス」として刊行（A5判）していたが、本雑誌に連載された作品の単行本については「まんがタイムKRコミックス」として別レーベルを設けた。本レーベルの単行本は、2003年7月に『トリコロ』第1巻から刊行が開始され、2か月に1冊のペースで刊行され続けたあと、2004年3月以降は毎月2冊のペースになり、その後も毎月刊行される数が着々と増え、現在は月4 - 8冊となっている。
描き下ろし作品やイラストなどのカラーページが入っている関係で、「まんがタイムコミックス」より若干価格が高めである。
まんがタイムKRコミックス フォワードシリーズ
B6判/毎月12日ごろ刊
ストーリー誌である『まんがタイムきららフォワード』の創刊により、その掲載作品について2007年8月より刊行を始める。当初は毎月27日前後に刊行していたが、2008年11月より毎月12日刊行に変更した。
まんがタイムKRコミックス -YELL! series-（エール! シリーズ）
B6判/刊行終了
『コミックエール!』の連載作品を収録。2008年7月よりラインアップ入りさせた。当初は毎月27日前後に刊行し、2008年11月より毎月12日刊行に変更した。
『コミックエール!』の休刊後、『きららフォワード』に移籍した作品についても同レーベルから刊行が続けられていたが、2010年12月の『純真ミラクル100%』最終巻（第5巻）の刊行をもって終了となった。
まんがタイムKRコミックス -GL series-
A5判/刊行終了
2009年2月12日より、百合アンソロジー作品の『つぼみ』vol.1を刊行開始。KRレーベルであるが、「KIRARA MENU」としての通し番号は付いていない。
当初は2月・5月・8月・11月の刊行となっていたが、2010年8月11日より偶数月刊（2月・4月・6月・8月・10月・12月）の刊行に変更した。
2012年12月刊行のvol.21を持って刊行終了。
まんがタイムKRコミックス -tsubomi series-
A5判/刊行終了
2010年8月11日より刊行開始。百合アンソロジー作品の『つぼみ』掲載作品を収録。KRレーベルであるが「-GL series-」同様に「KIRARA MENU」としての通し番号は付いていない。刊行ペースは偶数月刊（2月・4月・6月・8月・10月・12月）。
『つぼみ』の休刊にともない刊行終了
まんがタイムKRコミックス -GEAR series-
B5判/刊行終了
2009年8月11日より、アンソロジーコミック誌『コミックギア』を刊行開始。掲載作品の単行本も同レーベルで刊行予定だったが、同誌がVol.2で休刊となったため、実際に刊行されたのは『スーパー俺様ラブストーリー』（ヒロユキ）の第1巻のみである。こちらは「KIRARA MENU」の通し番号は記載されていた。
最初に刊行された『トリコロ』第1巻と2003年9月の『てんちょおのワタナベさん』第1巻の2冊では「まんがタイムきららコミックス」とされていたが、3冊目（2003年11月の『1年777組』第1巻）の発行時から現在の「まんがタイムKRコミックス」に変更された。これは、「まんがタイムきららコミックス」の商標登録出願が特許庁により拒絶されたためである。「まんがタイムきらら」および「まんがタイムKRコミックス」の出願は登録されている。

### まんがタイムKRノベルス
2012年5月、『小説魔法少女まどか☆マギカ』の発売に当たって新たに設けられたレーベル。2014年現在当レーベルからの刊行は当該作品のみ。

### まんがタイムきららWeb
『まんがタイムきらら』系雑誌の公式サイト。以前は「まんがタイムきらら★公式サイト」という名前で雑誌の発売予定日や内容、まんがタイムKRコミックスの発売予定などの情報しかなかったが、2006年12月8日に大幅リニューアルされ、独自ドメインが取得され、Webコミック連載やまんがタイムKRコミックスの試読が可能となっている。

### きららベース
2016年4月9日にニコニコ静画に開設された、まんがタイムきららの公式チャンネル。毎週火曜・木曜・土曜更新。
まんがタイムきらら各誌で連載された作品の一部が試し読みできるほか、オリジナルコンテンツも展開されている。
2021年7月からはまんがタイムきらら4コマ作品の追っかけ連載がスタートし、フォワードを除くまんがタイムきらら各誌の連載作品が、一部作品を除いて連載されている（おおよそ雑誌掲載より2 - 3か月遅れ）。またこれに伴い木曜日にも更新が行われるようになった。
- 以下はきららベースオリジナル連載作品。
  - へやキャン△ （あfろ、2016年4月9日 - 、毎週火曜日更新） - 『ゆるキャン△』（『まんがタイムきららフォワード』連載）の番外編。ゆるキャン△が『COMIC FUZ』に移籍した後も、『ゆるキャン△＆へやキャン△』のきららベース連載は継続。
  - ウィーンで歌ってみて （フクハラマサヤ、2016年4月30日 - 2017年5月20日、隔週土曜日更新）
  - ゆーま! （瀬名慈孝、『まんがタイムきららキャラット』2016年1月号 - 3月号・5月号ゲスト、2016年5月10日[注 2] - 2018年5月22日、隔週火曜日更新）
  - 全裸.zip[注 3] （みやこ、『まんがタイムきららミラク』2016年2月号 - 8月号連載、2016年9月6日 - 2019年10月12日、毎週火曜・土曜日更新）
  - 魔王城のお姫様 （上下、『まんがタイムきららミラク』2016年4月号 - 2017年12月号連載、2017年02月20日[注 4] - 2018年1月6日）
  - プリフリ番長! （す甘、『まんがタイムきららキャラット』2017年2月号 - 5月号ゲスト・2017年5月13日 - 2018年7月14日、毎週土曜日更新）
  - がんくつ荘の不夜城さん （鴻巣覚、『まんがタイムきららミラク』2017年6月号ゲスト・9月号 - 12月号連載、2017年07月15日 - 2019年6月22日、毎週火曜・土曜日更新） - 同タイトルの番外編。『まんがタイムきらら』に移籍後もきららベースでの連載は継続していた[8]。
  - 広がる地図とホウキ星 （描く調子、『まんがタイムきららミラク』2016年9月号・10月号・12月号ゲスト・2017年1月号 - 12月号連載、2017年07月21日[注 5] - 2018年6月23日）
  - 高卒無職ヒーローラブリーメロン （ぼや野、2017年10月28日 - 12月26日、毎週火曜・土曜日更新） - 『ぽんこつヒーロー アイリーン』（『まんがタイムきらら』連載）の番外編。
  - また教室で （吉北ぽぷり、『まんがタイムきららミラク』2017年6月号 - 8月号ゲスト・9月号 - 12月号連載、2017年11月21日[注 6] - 2019年1月29日）
  - うちのエルフちゃんは奴隷にむいていない! （福井みるきぃ、2017年12月23日 - 、毎週火曜・土曜日更新）
  - 千咲さんにはほとほと参る （飴色みそ、2018年6月12日 - 2019年5月14日、毎週火曜・木曜・土曜日更新）
  - さくら江さんはグイグイ来すぎる。 （家田キリゼン、2018年7月10日 - 2021年10月12日、毎週火曜・土曜日更新）
  - 江波くんは生きるのがつらい （藤田阿登、『まんがタイムきららフォワード』2017年4月号・6月号ゲスト・8月号 - 2018年10月号連載、2018年1月25日 - 2019年6月11日・2019年9月17日 - 2021年6月11日、毎月第2・第4火曜日更新）
  - 初春が咲く （柴崎しょうじ、『まんがタイムきらら』2018年4月号 - 6月号ゲスト・9月号 - 2020年1月号連載、2020年2月18日 - 6月17日）

### きらら＆FUZちゃんねる
2021年11月30日に開設された、『まんがタイムきらら』と『COMIC FUZ』共同のYouTubeチャンネル。テレビアニメで放映されたCMや作品のPVなどが視聴できる。不定期でサイン会のライブ配信も行われている。

## 歴史

### 他誌増刊時代
通巻号数はVol.1 - 16まで刊行。
- 2002年
  - 5月17日 - 『まんがホーム』2002年7月号増刊として創刊（VOL.1）。当時は中綴じであった。
  - 8月9日 - 『まんがタイムオリジナル』2002年9月号増刊としてVOL.2発売。この号から毎月刊行となる。
- 2003年10月9日 - 『まんがタイムオリジナル』2003年11月号増刊としてVOL.16発売。この号が増刊誌最後の刊行となる。

### 独立創刊以降
2024年8月8日現在、通巻号数はNO.250まで、創刊年数は21年目。
- 2003年11月8日 - 『まんがタイムきらら』2003年12月号として独立創刊。この号から平綴じとなる。また、現在の通巻号数は、この号をNO.1として数えられている。
- 2007年12月8日 - 『まんがタイムきらら』2008年1月号が刊行。この号で通巻号数がNo.50になる。
- 2008年11月8日 - 『まんがタイムきらら』2008年12月号が刊行。この号で独立創刊5周年となり、記念小冊子「ぷち☆きら〜Happy 5th Birthdy for KIRARA〜」を付録している。
- 2009年8月8日 - 『まんがタイムきらら』2009年9月号が刊行。小冊子「みんなでうん☆たん!〜「けいおん!」コミックアンソロジー〜」を付録している。
- 2010年
  - 4月9日 - 『まんがタイムきらら』2010年5月号が刊行。クリアファイル「けいおん! クリアファイルセット（2枚組）」を付録している。
  - 8月9日 - 『まんがタイムきらら』2010年9月号が刊行。3号連続付録第1弾「けいおん! おっかけっこてぬぐい」を付録している。
  - 9月9日 - 『まんがタイムきらら』2010年10月号が刊行。3号連続付録第2弾「けいおん! A5サイズ特大しおり」を付録している。また、この号は「けいおん!」最終回効果で売り切れが続出した。
  - 10月9日 - 『まんがタイムきらら』2010年11月号が刊行。3号連続付録第3弾「けいおん! 第4巻 梓(あずにゃん)かけかえカバー」を付録している。
- 2011年11月9日 - 『まんがタイムきらら』2011年12月号が刊行。「けいおん! サイン入り複製ミニ色紙」を付録している。
- 2012年
  - 2月9日 - 『まんがタイムきらら』2012年3月号が刊行。この号で通巻号数がNo.100になる。『きらら』各誌執筆者・執筆経験者が1ないし数ページずつ執筆した100ページの別冊付録「まんがタイムきららいちまるまる」を付録している。
  - 6月8日 - 『まんがタイムきらら』2012年7月号が刊行。付録「あっちこっち つみきさんラバーストラップ」を付録している。
- 2013年
  - 4月9日 - 『まんがタイムきらら』2013年5月号が刊行。3号連続付録第1弾「ゆゆ式 クリアカレンダーしおり」を付録している。
  - 5月9日 - 『まんがタイムきらら』2013年6月号が刊行。3号連続付録第2弾「ゆゆ式 第5巻かけかえカバー」を付録している。
  - 6月7日 - 『まんがタイムきらら』2013年7月号が刊行。3号連続付録第3弾「ゆゆ式 4コマ風オリジナルふせん」を付録している。
  - 11月9日 - 『まんがタイムきらら』2013年12月号が刊行。独立創刊10周年記念号で「連載作品全ヒロイン集合スペシャルポスター」が付録。
- 2016年
  - 4月9日 - 『まんがタイムきらら』2016年5月号が刊行。3号連続付録第1弾「三者三葉 第12巻かけかえカバー」を付録している。
  - 5月9日 - 『まんがタイムきらら』2016年6月号が刊行。3号連続付録第2弾「三者三葉 クリアファイル」を付録している。
  - 6月9日 - 『まんがタイムきらら』2016年7月号が刊行。3号連続付録第3弾「三者三葉 クリアうちわ」を付録している。
- 2018年11月9日 - 『まんがタイムきらら』2018年12月号が刊行。独立創刊15周年記念号で「15周年記念特別小冊子」と「クリアしおり」が付録。
- 2020年6月9日 - 『まんがタイムきらら』2020年7月号が刊行。この号で通巻号数がNo.200になる。別冊付録として『きらら』各誌執筆者・執筆経験者が1ないし数ページずつ執筆した「200号特別記念小冊子」が付属。
- 2021年4月9日 -『まんがタイムきらら』2021年5月号が刊行。この号から誌面デザインが一部変更された[10]。
- 2023年11月9日 -『まんがタイムきらら』2023年12月号が刊行。独立創刊20周年記念号で「20周年記念特別付録小冊子」が付属[11]。

### きらら増刊誌
※詳細は、「まんがタイムきららキャラット」、「まんがタイムきららMAX」、「まんがタイムきららフォワード」、「まんがタイムきららミラク」を参照。
- 『まんがタイムきららキャラット』Vol.4 - Vol.15を刊行[注 7]（独立創刊し、『月刊まんがタイムきららキャラット』へ）
- 『まんがタイムきららMAX』Vol.1を刊行（独立創刊し、『月刊まんがタイムきららMAX』へ）
- 『まんがタイムきららフォワード』Vol.1 - Vol.10を刊行（独立創刊し、『月刊まんがタイムきららフォワード』へ）
- 『まんがタイムきららミラク』Vol.1 - Vol.5を刊行（独立創刊し、『月刊まんがタイムきららミラク』へ）

### まんがタイムKRコミックスと関連商品
まんがタイムKRコミックス（前述に詳しい説明あり）2024年6月現在、KIRARA MENUは2000以上、創刊年数は21年目。
※基本的に4コマ系はA5判のコミックス、ストーリー系はB6判のコミックスで刊行。
- 2003年7月26日 - 「まんがタイムKRコミックス」として、A5判コミックスで刊行開始。KIRARA MENU 1。
- 2005年10月27日 - KIRARA MENU 50を達成。
- 2006年10月27日 - KIRARA MENU 100を達成。
- 2007年8月27日 - 「まんがタイムKRコミックス」（B6判コミックス）が刊行される。また、KIRARA MENU 150を達成。
- 2008年
  - 5月27日 - KIRARA MENU 200を達成。
  - 7月28日 - 「まんがタイムKRコミックス」のレーベル創刊5周年。「まんがタイムKRコミックス -YELL! series-」（B6判コミックス）が刊行される。
  - 11月12日 - KIRARA MENU 250を達成。また、この月のよりストーリー系 B6判コミックスは、毎月12日刊行に変更される。
- 2009年
  - 2月12日 - 「まんがタイムKRコミックス-GL series- 」（A5判コミック）として、百合アンソロジー作品の『つぼみ』vol.1を刊行開始。
  - 4月27日 - KIRARA MENU 300を達成。
  - 8月11日 - 「まんがタイムKRコミックス -GEAR series-」（B5判コミック）として、漫画誌『コミックギア』Vol.001を刊行開始。
- 2009年10月13日 - KIRARA MENU 350を達成。
- 2010年
  - 3月27日 - KIRARA MENU 400を達成。
  - 8月11日 - 「まんがタイムKRコミックス-GL series-」の『つぼみ』vol.7より偶数月12日刊行に変更される。同日、「まんがタイムKRコミックス-tsubomi series-」（A5判コミック）の刊行を開始。
  - 10月12日 - KIRARA MENU 450を達成。
- 2011年
  - 2月26日 - KIRARA MENU 500を達成。
  - 7月27日 - KIRARA MENU 550を達成。
  - 12月26日 - KIRARA MENU 600を達成。
- 2012年10月27日 - KIRARA MENU 700を達成。
- 2013年5月11日 - KIRARA MENU 800を達成。
- 2014年
  - 1月27日 - KIRARA MENU 900を達成。
  - 11月27日 - KIRARA MENU 1000を達成。
- 2018年12月26日 - KIRARA MENU 1500を達成[12]。
- 2024年5月27日 - KIRARA MENU 2000を達成[13]。

まんがタイムKRコミックスレーベル関連（前述に詳しい説明あり）
※作家の画集、またそれに準ずる画集のみを掲載（アニメのガイドブックは除く）。
- 2004年7月30日 - 「まんがタイムKRコミックス」として『トリコロプレミアム トリコロ ビジュアルファンブック』（海藍）が、大型判で刊行される。KIRARA MENU 13。
- 2007年3月27日 - 「まんがタイムKRコミックス」として『ひだまりスケッチブック ひだまりスケッチ ビジュアルファンブック』（蒼樹うめ）が、B5判変型で刊行される。KIRARA MENU 123。
- 2010年1月27日 - 「まんがタイムKRコミックス」として『けいおん!超イラストレーションズ! Vol.1』（かきふらい&他）が、A4判で刊行される。KIRARA MENU 381。
- 2011年7月27日 - 「まんがタイムKRコミックス」として『Aチャンネル.zip Aチャンネル ビジュアルファンブック』（黒田bb）が、AB判で刊行される。KIRARA MENU 550。
- 2012年3月27日 - 「まんがタイムKRコミックス」として『Baby, please kill me.:「キルミーベイベー」ファンブック&アンソロジーコミック』（カヅホ）が、A5判で刊行される。KIRARA MENU 635。
- 2012年6月27日 - 「まんがタイムKRコミックス」として『あっちこっち公式ファンブックこんぷり』（異識）が、A5判で刊行される。KIRARA MENU 666。
- 2013年6月27日 - 「まんがタイムKRコミックス」として『ゆゆ式一式 〜ゆゆ式ファンブック〜』（三上小又）が、A5判で刊行される。KIRARA MENU 817。
- 2013年8月27日 - 「まんがタイムKRコミックス」として『きんいろモザイク画集 〜ひみつのきんいろモザイク〜』（原悠衣）が、A4判で刊行される。KIRARA MENU 844。
- 2014年5月27日 - 「まんがタイムKRコミックス」として『ご注文はうさぎですか?画集 Café du Lapin』（koi）が、A4判で刊行される。KIRARA MENU 948。
- 2015年5月27日 - 「まんがタイムKRコミックス」として『原悠衣画集“Parade”』（原悠衣）が、A4判で刊行される。KIRARA MENU 1075。
- 2016年5月12日 - 「まんがタイムKRコミックス」として『三者三葉公式ファンブック』（荒井チェリー）が、A5判で刊行される。KIRARA MENU 1193。

## メディアミックス

### ドラマCD化作品
各作品に詳細あり。2014年3月27日現在。
- 『トリコロ』 - 発売日：2004年6月23日 、芳文社の4コマ誌に連載されている漫画作品としては、初めてのドラマCD化となる。
- 『1年777組』 - 発売日：2005年1月26日
- 『ねこきっさ』 - 発売日：2005年3月25日
- 『かみさまのいうとおり!』 - 発売日：2006年4月21日
- 『スーパーメイドちるみさん』 - 発売日：2006年6月23日
- 『棺担ぎのクロ。〜懐中旅話〜』 - 発売日：2007年7月25日
- 『ふおんコネクト!』 - 発売日：2008年5月25日
- 『あっちこっち』
  1. 発売日：2009年3月25日
  2. 発売日：2010年3月25日
  3. 発売日：2011年7月27日
- 『まーぶるインスパイア』 - 発売日：2010年2月27日
- 『ゆゆ式』 - 発売日：2014年3月27日

### アニメ化作品
各作品に詳細あり。2025年7月9日現在。
| 作品                  | 放送年月                 | アニメーション制作          | 備考                                          |
| --------------------- | ------------------------ | --------------------------- | --------------------------------------------- |
| ドージンワーク        | 2007年7月 - 9月          | REMIC                       |                                               |
| けいおん!             | 2009年4月 - 6月（第1期） | 京都アニメーション          | 劇場版：2011年12月3日公開、きらら系初の映画化 |
| けいおん!             | 2010年4月 - 9月（第2期） | 京都アニメーション          | 劇場版：2011年12月3日公開、きらら系初の映画化 |
| あっちこっち          | 2012年4月 - 6月          | AIC                         |                                               |
| ゆゆ式                | 2013年4月 - 6月          | キネマシトラス              | OVA：2017年2月22日発売                        |
| 三者三葉              | 2016年4月 - 6月          | 動画工房                    |                                               |
| スロウスタート        | 2018年1月 - 3月          | CloverWorks（A-1 Pictures） |                                               |
| 星屑テレパス          | 2023年10月 - 12月        | Studio五組                  |                                               |
| 一畳間まんきつ暮らし! | 未公表                   | 未公表                      | [ 14 ]                                        |

※下記タイトルは、本誌への移籍前にアニメ化。
| 作品                   | 放送年月        | アニメーション制作     | 備考 |
| ---------------------- | --------------- | ---------------------- | ---- |
| 城下町のダンデライオン | 2015年7月 - 9月 | プロダクションアイムズ |      |
| うらら迷路帖           | 2017年1月 - 3月 | J.C.STAFF              |      |

### テレビドラマ化作品
2024年4月9日現在。
| 作品         | 放送期間        | 制作            | 備考   |
| ------------ | --------------- | --------------- | ------ |
| 星屑テレパス | 2024年6月 - 8月 | テレビ東京 ダブ | [ 15 ] |

### ゲーム化作品
2023年10月1日現在。
- けいおん!（けいおん! 放課後ライブ!!） - 発売日：2010年9月30日、機種：PlayStation Portable (PSP)

この他、きらら系作品のスマートフォン向けクロスオーバーゲーム作品として、『きららファンタジア』が2017年12月11日に配信開始され、本誌からは『ゆゆ式』『うらら迷路帖』『スロウスタート』『けいおん!』『三者三葉』『棺担ぎのクロ。〜懐中旅話〜』『あっちこっち』『こはる日和。』が参加している。

## 連載中の作品
2025年9月号現在。増刊誌時代を含む連載開始号の早い順に記載。太字は『COMIC FUZ』にて配信している。
- あっちこっち （異識、2006年10月号 - 12月号ゲスト・2007年1月号 - ・COMIC FUZでは木曜枠）
- ゆゆ式 （三上小又、2008年2月号ゲスト・4月号 - ・COMIC FUZでは火曜枠）
- スロウスタート （篤見唯子、2013年7月号 - ・COMIC FUZでは水曜枠）
- 一畳間まんきつ暮らし! （ひさまくまこ、2018年6月号 - 8月号ゲスト・2019年1月号 - ）
- 星屑テレパス （大熊らすこ、2019年6月号 - 7月号ゲスト・8月号 - ・COMIC FUZでは月曜枠）
- 花々*ライフストーリー （しいばなえ、2019年6月号 - 8月号ゲスト・2020年1月号 - ）※シリーズ連載
- しあわせ鳥見んぐ（わらびもちきなこ、2020年7月号 - 9月号ゲスト・11月号 - ・COMIC FUZでは木曜枠）
- 好都合セミフレンド（千種みのり、2023年3月号 - 5月号ゲスト・6月号 - ・COMIC FUZでは水曜枠）
- 異世界魔王ごっこ〜魔王は姫を倒したくない!〜（原作：むつをむつ・作画：蒼井ゆん、2023年12月号[11] - ）
- ばくちぬぎ!（さのださだ、2023年12月号[11] - ）
- ほうかごバスケット（ルッチーフ、2023年12月号[11] - ）
- 魔女まじょS-WITCH（海老川ケイ、2024年6月号 - 8月号ゲスト、10月号 - ）
- ラブかライクか分からない!（sasa熊、2024年10月号 - 12月号ゲスト、2025年2月号 - ）
- ウチから何キロメートル?（蚤二号、2024年9月号 - 11月号ゲスト、2025年3月号 - ）
- 海のみちるごはん（花宮みぃ、2024年11月号 - 2025年1月号ゲスト、3月号 - ）
- ふたへん!!～双子漫画家とひよっこ編集～（Tam-U、2024年11月号 - 2025年1月号ゲスト、4月号 - ）
- かっさい!（空くれない、2024年5月号 - 7月号ゲスト、2025年4月号 - ）
- 運命のヤマダダダダダダダダダダ（おにぎりパクパク、2025年1月号 - 3月号ゲスト、5月号 - ）
- ざこのみなさんお大事に（薗田かんきつ、2025年5月号 - 7月号ゲスト[注 8]、8月号 - ）
- ウイニングアンサー!（八代涼、2025年6月号 - 8月号ゲスト、9月号 - ）

## 休載中の作品
- さつきコンプレックス （シュガー、2011年1月号 - 3月号ゲスト・2011年5月号 - 2015年6月号掲載の後休載、同年11月号で長期休載告知）
- RINAちゃんが好き過ぎて神に見える件 （haiiro、2016年4月号 - 6月号ゲスト・8月号 - 10月号掲載の後休載）
- けいおん!Shuffle （かきふらい、2018年8月号 - 2024年9月号掲載の後休載、2025年3月号にて「当面の間休載」と告知[17]・COMIC FUZでは木曜枠）
- きゃすとおふ! （子野日、2019年10月号 - 12月号ゲスト・2020年5月号 - 2021年2月号掲載の後休載[18]）
- 探偵夢宮さくらの完全敗北（ちょぼらうにょぽみ[注 9]、2020年10月号 - 11月号ゲスト・2021年1月号 - 2022年8月号掲載の後休載、同年12月号で長期休載告知）

## 過去に連載されていた主な作品
連載開始号の古い順に記述。太字は『COMIC FUZ』にて配信している。
- トリコロ （海藍、創刊号 - 2005年5月号。表紙のみ2005年7月号、2006年4月より『電撃大王』へ移動）
- ぽけっとジャーニー （おおた綾乃、創刊号 - 2005年2月号）
- 隠密☆少女 （関根亮子、創刊号 - 2005年2月号）
- LOVE ME DO （新条るる、創刊号 - 2005年9月号）
- てんちょおのワタナベさん （刻田門大、創刊号 - 2005年10月号）
- 市立鋳銭司学園高校放送部 （ふじもとせい、創刊号 - 2005年12月号）
- マオマオ （ナフタレン水嶋、創刊号 - 2006年7月号）
- かるき戦線 （太田虎一郎、創刊号 - 2006年2月号）
- スーパーメイドちるみさん （師走冬子、創刊号 - 2007年3月号。以後は『まんがタイムスペシャル』でのみ掲載）
- 影ムチャ姫 （ナントカ、創刊号 - 2007年4月号）
- てんしの末裔 （藤島じゅん、2002年10月号 - 2006年1月号）
- 1年777組 （愁☆一樹、2002年10月号 - 2008年6月号）
- ねこきっさ （ととねみぎ、2002年10月号 - 2011年6月号）
- ちょこパフェ （いずみ、2002年12月号 - 2005年4月号。『まんがタイム』と並行連載）
- ハイリスクみらくる （吉谷やしよ、2003年1月号 - 2004年10月号）
- ビジュアル探偵明智クン!! (阿部川キネコ、2003年2月号 - 2006年11月号)
- 三者三葉 （荒井チェリー、2003年2月号 - 2019年1月号・COMIC FUZでは土曜枠）
- 姉妹の方程式 （野々原ちき、2003年5月号 - 2007年12月号）
- 悪魔様へるぷ☆ （岬下部せすな、2003年7月号 - 2006年5月号）
- きつねさんに化かされたい! （桑原ひひひ、2003年10月号 - 2009年6月号）
- かみさまのいうとおり! （湖西晶、2003年12月号〈独立創刊号〉 - 2009年5月号・2010年2月号 - 2013年2月号）
- たるとミックス! （神崎りゅう子、2003年12月号 - 2004年9月号。『まんがタイムきららキャラット』と並行連載）
- 伝説の鍛冶屋さん （三宅大志、2004年11月号 - 2006年9月号、隔月連載。『ドラゴンエイジピュア』（富士見書房）に移籍）
- かたつむりちゃん （今井神、2004年12月号 - 2011年7月号）
- 棺担ぎのクロ。〜懐中旅話〜 （きゆづきさとこ、2005年1月号 - 2008年11月号、2009年5月号 - 6月号、2012年3月号 - 2018年6月号・COMIC FUZでは金曜枠）
- あねちっくセンセーション （吉谷やしよ、2005年2月号 - 2008年6月号）
- となりのカワンチャさん （月見里中、2005年6月号 - 2007年7月号）
- 相沢家のえとせとら （真未たつや、2005年10月号 - 2007年3月号・2009年11月号 - 2012年9月号）
- 猫耳のミコ譚 （音木らく、2006年1月号 - 2007年12月号）
- 天獄パラダイス （凪庵、2006年1月号 - 2008年3月号）
- 五日性滅亡シンドローム （ヤス、2006年3月号 - 2008年7月号）
- ふおんコネクト! （ざら、2006年3月号 - 2010年8月号）
- うぃずりず （里好、2006年3月号 - 2011年2月号）
- ドージンワーク （ヒロユキ、2006年4月号 - 2008年3月号、それ以前にも単発掲載あり 番外編：2008年5月号 - 2008年10月号・COMIC FUZでは土曜枠）
- ふーすてっぷ （岬下部せすな、2006年8月号 - 2008年4月号）
- まーぶるインスパイア （むねきち、2006年11月号 - 2012年4月号）
- カニメガ大接戦! （なかま亜咲、2006年11月号 - 2007年3月号掲載の後、休載）→『ハルタ』に移籍
- 二丁目路地裏探偵奇譚 （コバヤシテツヤ、2007年1月号 - 2010年7月号）
- ダブルナイト （玉岡かがり、2007年3月号 - 2010年2月号）
- - そら - （白雪しおん、2007年4月号 - 2009年5月号）
- けいおん! （かきふらい、2007年5月号 - 2010年10月号、2011年5月号 - 2012年7月号・COMIC FUZでは水曜枠）
- からめるマフィン （便弁また郎、2007年6月号 - 2008年2月号・2008年9月号 - 2009年11月号）
- さくらりちぇっと （月見里中、2007年6月号 - 2009年10月号）
- こどもすまいる! （娘太丸、2007年7月号 - 2009年12月号）
- 天然あるみにゅーむ! （こむそう、2007年12月号 - 2008年3月号ゲスト・4月号 - 2013年6月号）[注 10]
- メロ3! （野々原ちき、2008年3月号 - 2010年8月号。『まんがタイムきららMAX』2008年2月号にゲスト歴あり）
- Sweet Home （やまぶき綾、2008年10月号 - 2010年12月号）
- PONG PONG PONG! （リサリサ、2008年12月号 - 2010年10月号）
- 境界線上のリンボ （鳥取砂丘、2009年1月号 - 2011年2月号）
- おまもりんごさん （ms/hirahira.net、2009年2月号 - 2010年1月号）
- ましゅまろ×タイフーンッ （源五郎、2009年8月号 - 10月号ゲスト・12月号 - 2011年10月号）
- ≒-ニア・イコール- （むらたたいち、2009年12月号 - 2011年9月号）
- うちのざしきわらしが （てっけんとう、2010年2月号 - 2014年5月号）
- うさかめコンボ! （娘太丸、2010年3月号 - 2012年4月号）
- 少女公団アパートメント （ms、2010年5月号 - 2012年10月号）
- チェリーブロッサム! （茶菓山しん太、2010年4月号ゲスト・8月号 - 2016年7月号）
- Rainbow☆Starbow （BeLL、2011年1月号 - 2013年3月号）
- どらまちゅ （片吹直理、2011年2月号 - 2012年2月号）
- だいすき♡ （リサリサ、2011年3月号 - 2012年8月号）
- かいちょー☆ （武シノブ、2010年11月号 - 2011年1月号ゲスト・3月号 - 2014年5月号）
- スマイル・スタイル （筋肉☆太郎、2011年1月号 - 3月号ゲスト・4月号 - 2014年1月号）
- しかくいシカク （ざら、2011年4月号 - 2014年9月号）
- ホシゾノギルド （伍長、2011年7月号 - 2012年4月号）
- 箱入りドロップス （津留崎優、2011年4月号 - 6月号ゲスト・7月号 - 2017年7月号・COMIC FUZでは水曜枠）
- ステルス×メイツ （ととねみぎ、2012年3月号 - 2014年3月号）
- プレフレ （ちび丸、2012年1月号 - 3月号ゲスト・4月号 - 2014年4月号）
- コドクの中のワタシ （華々つぼみ、2012年4月号 - 2015年5月号）
- JOB&JOY （井上かーく、2011年9月号 - 11月号ゲスト・2012年6月号 - 2014年3月号）
- リリウムあんさんぶる （あそか、2012年2月号 - 4月号ゲスト・8月号 - 2014年10月号）
- すいまさんといっしょ （みじんこうか、2012年6月号 - 8月号ゲスト・10月号 - 2014年9月号）
- 帰宅るまでが学校です! （オカモト、2013年1月号 - 3月号ゲスト・5月号 - 2014年5月号）
- 女子大生生活様式 （オゲ、2012年6月号 - 2013年2月号・4月号ゲスト・5月号 - 2014年8月号）
- 〆切ごはん （湖西晶、2013年9月号 - 2017年8月号）
- ギタ×マン! （りぽ でぃ、2013年11月号 - 2014年1月号ゲスト・2月号 - 2015年7月号）
- ヴぁるばいと! （あまー、2014年1月号 - 3月号ゲスト・4月号 - 2016年2月号）
- しゅばりえーる （だいせ、2014年1月号 - 3月号ゲスト・4月号 - 2016年2月号）
- ランキンガール （オカモト、2014年6月号 - 2016年8月号）
- サンタクロース・オフ! （阿部かなり、2014年1月号 - 2月号、 4月号 - 7月号ゲスト・8月号 - 2015年9月号）
- ひめかみ*ダイアリィ （もっつん*、2014年6月号 - 8月号ゲスト・9月号 - 2016年6月号）
- 大正ロマン喫茶譚 ラクヱンオトメS （館田ダン、2014年9月号 - 2015年9月号）
- オリーブ! Believe,"Olive"? （文月ふうろ、2014年10月号 - 2018年1月号）
- こはる日和。（ねこうめ、2014年11月号 - 2019年9月号・COMIC FUZでは木曜枠）
- 神様とクインテット （おしおしお、2014年7月号 - 9月号ゲスト・12月号 - 2016年12月号）
- 明日はアイドルれいかちゃん[注 11] （花咲まにお、2014年10月号 - 12月号ゲスト・2015年1月号 - 2016年11月号）
- ふたりでひとりぐらし、 （ざら、2015年4月号 - 2018年8月号）
- サクランボッチ （悠理なゆた、2015年5月号 - 2017年7月号）
- となりで。 （如月瑞、2015年3月号 - 5月号ゲスト・6月号 - 2016年8月号）
- きらきら★スタディー 〜絶対合格宣言〜 （華々つぼみ、2015年6月号 - 2018年8月号）
- 担当編集ボツ子さん （ひみつ、2015年9月号 - 10月号ゲスト・11月号 - 2017年9月号）
- ひなまるすまいる （わたのん、2015年10月号 - 11月号ゲスト・12月号 - 2017年4月号）
- ヒトより私はそれが好き! （あまー、2016年4月号 - 2017年3月号）
- 泣きむしストラテジー （西巳しん、2016年6月号 - 8月号ゲスト・9月号 - 2017年11月号）
- にーにといっしょ! （よぱん男爵、2016年8月号 - 10月号ゲスト・11月号 - 2023年5月号）
- ぽんこつヒーロー アイリーン （ぼや野、2016年9月号 - 11月号ゲスト・12月号 - 2018年8月号）
- おとめサキュバス （ぬっく、2016年10月号 - 12月号ゲスト・2017年1月号 - 2018年11月号）
- 甘えたい日はそばにいて。 （川井マコト、2017年4月号 - 2019年5月号・COMIC FUZでは日曜枠）
- みゃーこせんせぇ （阿部かなり、2017年2月号・5月号ゲスト・8月号 - 2019年9月号）
- 三時限目は魔女の家庭科 （湖西晶、2017年9月号 - 2018年9月号）
- グラスのマーメイド （葵藍兎、2017年10月号 - 11月号ゲスト・12月号 - 2018年12月号）
- がんくつ荘の不夜城さん （鴻巣覚、2018年1月号 - 2019年7月号）※『まんがタイムきららミラク』より移籍
- うらら迷路帖 （はりかも、2018年2月号 - 2019年7月号）※『まんがタイムきららミラク』より移籍。COMIC FUZでは火曜枠
- 城下町のダンデライオン （春日歩、2018年1月号 - 2019年9月号）※『まんがタイムきららミラク』より移籍[注 12]。最後の掲載から約1年間の休載を経て、2020年8月7日より『COMIC FUZ』へ移籍[注 13]。COMIC FUZでは新章・既出エピソード共に金曜枠
- 放課後すとりっぷ （若鶏にこみ、2017年10月号 - 11月号ゲスト・2018年1月号 - 2019年12月号）
- 佐藤さんはPJK （わらびもちきなこ、2017年11月号 - 12月号ゲスト・2018年2月号 - 2020年1月号）
- 奥さまは新妻ちゃん （ルッチーフ、2017年12月号 - 2018年1月号ゲスト・3月号 - 2023年2月号・COMIC FUZでは土曜枠）
- 海色マーチ （ミナミト、2018年7月号 - 8月号ゲスト・9月号 - 2020年7月号）
- みらいちゃんねる （MIGCHIP、2018年8月号 - 10月号ゲスト・11月号 - 2020年9月号）
- 下を向いて歩こう （湖西晶、2018年12月号 - 2021年1月号）
- さかさまロリポップ （春日沙生、2018年10月号 - 12月号ゲスト・2019年2月号 - 2021年1月号）
- 夢見るルネサンス （海老川ケイ、2018年11月号 - 12月号ゲスト・2019年2月号 - 2021年4月号）
- トールさんの通り道 （猫月、2019年2月号 - 4月号ゲスト・6月号 - 2021年6月号）
- むすんで、つないで。 （荒井チェリー、2019年7月号 - 2022年10月号）
- ゆえに、アイドル革命! （みんとる、2019年9月号 - 11月号ゲスト・2020年1月号 - 2021年6月号）
- 謎のリリリス （TYONE、2019年10月号 - 12月号ゲスト・2020年2月号 - 2021年12月号）
- そらコミュニケーション （淡海音々葉、2019年10月号 - 12月号ゲスト・2020年3月号 - 2022年2月号）
- ぎんしお少々 （若鶏にこみ、2020年5月号 - 2022年5月号）
- はなまるスキップ （みくるん、2020年4月号 - 6月号ゲスト・7月号 - 2022年7月号）
- 推しごとびより （はづき、2020年3月号 - 5月号ゲスト・8月号 - 2022年4月号）
- ゆらめきラグーン（花宮みぃ、2021年5月号 - 7月号ゲスト・8月号 - 2023年5月号）
- 蜂も刺さずばうたれまい（るりえ、2021年7月号 - 9月号ゲスト・11月号 - 2023年10月号）
- えるくえすと!〜勇者エルヴィーラは現実世界に転移しました〜（むらさき*、2021年2月号 - 4月号ゲスト・7月号 - 2023年11月号）
- ほぐして、癒衣さん。（ミナミト、2021年7月号 - 9月号ゲスト・10月号 - 2024年12月号）
- Vドルあーかいぶ!（小森くづゆ、2021年10月号 - 12月号ゲスト・2022年2月号 - 2023年12月号[11]）
- それでは、ステキなセッションを。（福きつね、2021年11月号 - 2022年1月号ゲスト・2月号 - 2024年1月号・COMIC FUZでは日曜枠）
- きもちわるいから君がすき（西畑けい、2022年1月号 - 4月号ゲスト・5月号 - 2025年2月号）
- おねロリキャバクラ（春日沙生、2022年3月号 - 5月号ゲスト・6月号 - 2024年5月号）
- 妄想アカデミズム（檜山ユキ、2022年8月号 - 10月号ゲスト・12月号 - 2025年1月号）
- キミはあくまでも。（あきらんぬ、2022年12月号 - 2023年1月号ゲスト・3月号 - 2025年1月号）
- かみねぐしまい（若鶏にこみ、2023年5月号 - 2025年6月号[19]）
- ちみどろアイスクリーム（北斗すい、2023年4月号 - 5月号ゲスト・7月号 - 2025年6月号[19]）

## 表紙の変遷
4コマ誌においては、他のジャンルの漫画雑誌と異なり、表紙イラストが1名の作家によって複数月連続して担当される、という特徴がある（例外あり）。ここでは、本誌の表紙イラストを担当していた作品・作家と、その担当していた期間を記す。順番は、基本的に初表紙での作品/作者の順番に記載。
1. ぽけっとジャーニー（おおた綾乃）（創刊号（2002年7月号））
2. 天然女子高物語（門井亜矢）（2002年9月号）
3. トリコロ（海藍）（2002年10月号 - 2004年5月号、9月号 - 2005年2月号、4月号 - 5月号、7月号）
4. ホワイトロリータ（むっく）（2004年6月号 - 7月号）
5. ひなめいど（里美いちか）（2004年8月号）
6. かみさまのいうとおり!（湖西晶）（2005年3月号、8月号 - 2006年2月号、10月号）
7. 悪魔様へるぷ☆（岬下部せすな）（2005年6月号）
8. 棺担ぎのクロ。〜懐中旅話〜（きゆづきさとこ）（2006年3月号 - 4月号、7月号、2006年11月号 - 12月号、2007年12月号、2008年3月号 - 4月号、7月号、10月号、2009年2月号、2012年3月号、12月号、2013年3月号、8月号、11月号、12月号[注 14]、2014年3月号、11月号、2015年3月号、7月号、2016年3月号、2017年3月号、2018年6月号）
9. ドージンワーク（ヒロユキ）（2006年5月号 - 6月号、8月号 - 9月号、2007年1月号 - 2月号、4月号 - 10月号、2008年1月号 - 2月号）
10. うぃずりず（里好）（2007年3月号）
11. ふおんコネクト!（ざら）（2007年11月号、2008年6月号、11月号）
12. ドージンワーク番外編（ヒロユキ）（2008年5月号、8月号）
13. あっちこっち（異識）（2008年9月号、2010年11月号、2011年8月号、11月号、2012年1月号 - 2月号、4月号 - 6月号、8月号、11月号、2013年2月号、9月号、12月号[注 14]、2014年5月号、10月号、2015年1月号、4月号、11月号、2016年11月号、2017年2月号、2018年12月号[注 15]、2019年12月号、2020年7月号[注 16]、2021年5月号、2023年9月号、2025年4月号）
14. けいおん!（かきふらい）（2009年1月号、3月号、5月号 - 2010年10月号、2011年5月号、9月号、12月号、2012年7月号）
15. ゆゆ式（三上小又）（2009年4月号、2010年12月号、2011年3月号、6月号、10月号、2012年9月号 - 10月号、2013年1月号、4月号 - 7月号、10月号、12月号[注 14]、2014年1月号 - 2月号、6月号 - 9月号、2015年2月号、6月号、2016年1月号、8月号、2017年1月号、4月号、9月号、2018年12月号[注 15]、2019年2月号、2020年1月号、7月号[注 16]、10月号、2021年7月号、2022年1月号、2023年4月号、2024年9月号）
16. 天然あるみにゅーむ!（こむそう）（2011年1月号）
17. しかくいシカク（ざら）（2011年4月号、7月号）
18. チェリーブロッサム!（茶菓山しん太）（2014年4月号、2015年5月号）
19. 箱入りドロップス（津留崎優）（2014年12月号、2015年8月号）
20. スロウスタート（篤見唯子）（2015年9月号、2016年9月号、2017年6月号 - 7月号、10月号、12月号 - 2018年5月号、7月号、12月号[注 15]、2019年4月号、8月号、11月号、2020年4月号、7月号[注 16]、11月号、2021年3月号、12月号、2022年5月号、10月号、2023年7月号、2024年3月号、10月号、2025年2月号）
21. 三者三葉（荒井チェリー）（2015年10月号、12月号、2016年2月号、5月号 - 7月号、10月号、2017年5月号、8月号、2018年12月号[注 15]、2019年1月号）
22. こはる日和。（ねこうめ）（2016年4月号、12月号、2017年11月号）
23. けいおん!Shuffle（かきふらい）（2018年8月号、10月号、12月号[注 15]、2019年3月号、9月号、2020年3月号、7月号[注 16]、2022年3月号、7月号、2023年5月号、2024年4月号）
24. 甘えたい日はそばにいて。（川井マコト）（2018年9月号、2019年5月号）
25. うらら迷路帖（はりかも）（2018年11月号、12月号[注 15]、2019年7月号）
26. 奥さまは新妻ちゃん（ルッチーフ）（2019年6月号、10月号、2020年2月号、6月号、2021年2月号、2022年2月号）
27. 一畳間まんきつ暮らし！（ひさまくまこ）（2020年5月号、2021年1月号、4月号、2022年12月号、2025年5月号、8月号）
28. 星屑テレパス（大熊らすこ）（2020年8月号、2021年6月号、10月号、2022年6月号、11月号、2023年2月号 - 3月号、6月号、10月号 - 12月号、2024年1月号、7月号 - 8月号、2025年3月号）
29. むすんで、つないで。（荒井チェリー）（2020年9月号、12月号、2021年9月号）
30. ぎんしお少々（若鶏にこみ）（2021年8月号[注 17]）
31. 推しごとびより（はづき）（2021年8月号[注 17]）
32. しあわせ鳥見んぐ（わらびもちきなこ）（2021年11月号、2022年4月号、2023年1月号、8月号、2024年6月号、2025年7月号）
33. えるくえすと!～勇者エルヴィーラは現実世界に転移しました～（むらさき*）（2022年8月号）
34. それでは、ステキなセッションを。（福きつね）（2022年9月号）
35. 好都合セミフレンド（千種みのり）（2024年2月号、5月号、11月号、12月号、2025年6月号、9月号）
36. ほうかごバスケット（ルッチーフ）（2025年1月号）

- 2008年12月号は、5周年記念のため全作品。
- 2011年2月号は、レギュラー全作品。

## イベント

### コミックマーケット
2005年8月のコミックマーケット68に同社の「花音」と合同で出展したことを皮切りに、同年12月のC69からは「きららグループ」の単独で、翌年のC70から2017年のC92までは毎年8月開催の通称「夏コミ」のみに企業出展していた。頒布品は、きららグループ執筆作家による他作パロディを掲載する企画本と、作者の手による掲載作品のイラストを収録したイラスト集を基本としている。
2009年8月のC76では、これまでアニメ化されたことのある作品（『ドージンワーク』を除く）の特別セットを販売した。日ごとに販売物が異なるという珍しい試みが見られたが、特に最終日限定セットはいずれも人気を博した。
2013年8月のC84では、「きららグループ」に『恋愛ラボ』（まんがタイムスペシャル連載、同年夏アニメ化）を加えた「まんがタイムきららプラス」として出展した。2015年8月のC88でも同じく『レーカン!』（まんがタイムジャンボ連載、同年春アニメ化）『小森さんは断れない!』（まんがタイムオリジナル連載、同年秋アニメ化）を加えた「プラス」として出展、2017年8月のC92では、『きららファンタジア』との合同で出展した。

### まんがタイムきららフェスタ！
まんがタイムきらら系列各誌のアニメ化作品をフィーチャーしたイベントで、2014年から2017年にかけて毎年6月に東京ドームシティホールで開催された。参加作品はその年にテレビアニメが放送される作品が多く、各作品のメインキャストが出演する。なお2018年は開催しないことが「きららフェスタ」公式サイトにて発表されている。
| イベント名                       | 開催日        | 参加作品 |
| -------------------------------- | ------------- | --- |
| まんがタイムきららフェスタ！     | 2014年6月22日 | ゆゆ式、きんいろモザイク、桜Trick ご注文はうさぎですか?、ハナヤマタ                                                      |
| まんがタイムきららフェスタ！2015 | 2015年6月28日 | がっこうぐらし!、幸腹グラフィティ、ご注文はうさぎですか? 城下町のダンデライオン、ハロー!!きんいろモザイク、わかば*ガール |
| まんがタイムきららフェスタ！2016 | 2016年6月26日 | あんハピ♪、がっこうぐらし!、きんいろモザイク ご注文はうさぎですか??、三者三葉、ステラのまほう NEW GAME!、ゆゆ式          |
| まんがタイムきららフェスタ！2017 | 2017年6月25日 | うらら迷路帖、ご注文はうさぎですか??、サクラクエスト スロウスタート、NEW GAME!!、ブレンド・S ゆるキャン△                 |

### まんがタイムきらら展
『まんがタイムきらら』の独立創刊15周年を記念して行われた、同誌初となる展覧会イベント。東京を皮切りに、1年に1度のペースで各地を巡って開催されている。「まんがタイムきらら」連載の作品だけでなく、姉妹誌の連載作品も展示されている。
第1回目となる東京会場では、2018年11月17日から11月25日までの9日間、アーツ千代田3331で開催された。会期中はまんがタイムきらら系列各誌に掲載された80作品の本展覧会に向けた描き下ろしカラー漫画とイラストがそれぞれ展示され、他には15年の歴史を辿る年表、実物の雑誌の展示、アニメ化作品と、スマートフォン向けアプリゲーム『きららファンタジア』に関する展示なども企画されていることを公式サイトにて発表してから実行された。
| 展覧会名                       | 開催期間                                                    | 会場                                                             | 備考 |
| ------------------------------ | ----------------------------------------------------------- | ---------------------------------------------------------------- | --- |
| まんがタイムきらら展           | 2018年11月17日 - 11月25日                                   | アーツ千代田3331                                                 | |
| まんがタイムきらら展 in 大阪   | 2019年10月12日 - 10月22日                                   | 大阪文化館・天保山                                               | 東京会場での作品に加え、以下の6タイトルが追加展示された。 - スローループ - RPG不動産 - ぼっち・ざ・ろっく! - マギア☆レポート - マギアレコード 魔法少女まどか☆マギカ外伝（コミカライズ） - メイドさんの下着は特別です。 |
| まんがタイムきらら展 in 新潟   | 前期：2020年7月4日 - 8月16日 後期：2020年8月22日 - 10月14日 | 新潟市マンガ・アニメ情報館                                       | 大阪会場での作品に加え、以下の4タイトルが追加展示された。 - きららファンタジア（コミカライズ） - 恋する小惑星 - しょうこセンセイ! - 一畳間まんきつ暮らし!                                                              |
| まんがタイムきらら展 in 名古屋 | 2021年11月3日 - 11月23日                                    | ナディアパーク（ロフト名古屋） B1F                               | 新潟会場での作品に加え、以下の4タイトルが追加展示された。 - ななどなどなど - 星屑テレパス - ぬるめた - 紡ぐ乙女と大正の月                                                                                              |
| まんがタイムきらら展FINAL      | 2024年9月21日 - 9月29日                                     | サンシャインシティ（ワールドインポートマートビル4F） 展示ホールA | 名古屋会場での作品に加え、以下の6タイトルが追加展示された。 - 瑠東さんには敵いません! - mono - アネモネは熱を帯びる - ばっどがーる - またぞろ。 - しあわせ鳥見んぐ                                                     |